# Huis Lippe-Biesterfeld
Met het huis Lippe-Biesterfeld worden twee zijtakken van het huis Lippe aangeduid. Tot 1905 bestond er een grafelijke zijtak die na het uitsterven van de tak Lippe-Detmold de hoofdtak werd. In 1916 werd er een nieuwe zijtak met de naam Lippe-Biesterfeld gesticht.

## Geschiedenis
De tak Lippe-Biesterfeld werd gesticht door Joost Herman (1625-1678), jongste zoon van Simon VII van Lippe-Detmold. Van Lippe-Biesterfeld werd later de linie Lippe-Weißenfeld afgescheiden. Beide graafschappen werden in 1763 verkocht aan Lippe-Detmold. Toen in 1895 de geesteszieke vorst Alexander de troon in Lippe besteeg, werd volgens een tot dan geheimgehouden decreet van zijn voorganger en broer Woldemar de zoon van vorst Adolf I George van Schaumburg-Lippe, zijnde Adolf van Schaumburg-Lippe tot regent benoemd.
Er brak tussen de linies Schaumburg-Lippe en Lippe-Biesterfeld over de erfopvolging een dispuut uit, dat door een bemiddelingsraad onder leiding van koning Albert van Saksen werd beslist in het voordeel van de laatste. Adolf werd aldus vervangen door Ernst van Lippe-Biesterfeld, die na zijn dood in 1904 als regent werd opgevolgd door zijn zoon Leopold. Deze besteeg na Alexanders kinderloze dood in 1905 als Leopold IV de troon, maar moest in de Novemberrevolutie van 1918 evenals alle andere Duitse vorsten troonsafstand doen.
Het huidige hoofd van de familie is prins Stephan Leopold zur Lippe (Detmold, 24 mei 1959), kleinzoon van Leopold IV en dus een achterneef van prins Bernhard. Hij bewoont het Residentieslot Detmold.

## Nieuwe zijtak 1916
In 1909 werd Armgard von Cramm (1883-1971) morganatisch echtgenote van prins Bernhard van Lippe. Zij werd verheven tot Gräfin von Biesterfeld maar eventuele kinderen werden uitgesloten van de troonsopvolging tenzij het gehele huis Lippe zou uitsterven. Op 24 februari 1916 verhief de vorst Armgard en haar twee zonen tot Prinz(essin) zur Lippe-Biesterfeld. Bij datzelfde decreet werd door de vorst bepaald dat de zonen opvolgingsrechten kregen op de troon van Lippe, weliswaar na alle leden van de hoofdtak van het Huis, maar voor de leden van de zijtak Lippe-Weissenfeld. Daarmee creëerde hij een nieuwe zijtak van het Lippische vorstenhuis.

## Titel in het Nederlandse koningshuis
In 1937 werd bepaald dat prins Bernhard zur Lippe-Biesterfeld en zijn vrouw prinses Juliana de titels prins en prinses van Lippe-Biesterfeld zouden dragen. De titel werd hierbij vernederlandst. Bernhard en Juliana traden op 7 januari 1937 in het huwelijk. Uit dit huwelijk werden vier dochters geboren, die allen de titel prinses van Lippe-Biesterfeld dragen:
- Beatrix (1938)
- Irene (1939)
- Margriet (1943)
- Christina (1947-2019)

Aangezien de titel slechts in mannelijke lijn overerfbaar is, zal deze met hen uitsterven.
De kinderen van prins Maurits van Oranje-Nassau, van Vollenhoven (1968), oudste zoon van prinses Margriet der Nederlanden, dragen bij Koninklijk Besluit van 26 mei 1998 de geslachtsnaam van Lippe-Biesterfeld van Vollenhoven; met hen begint een nieuwe tak van de familie van Vollenhoven met die naam.